# Maria Targońska
Maria Targońska (ur. 21 marca 1954 w Olsztynie) – polska malarka, rysowniczka, emerytowana profesor Akademii Sztuk Pięknych w Gdańsku.

## Życiorys
Córka Jana. W 1973 ukończyła Liceum Ogólnokształcące w Olsztynie, w latach 1975–1980 studiowała w Państwowej Wyższej Szkole Sztuk Plastycznych w Gdańsku (obecnie ASP); dyplom obroniła w 1980 w pracowni Kazimierza Śramkiewicza. Od 1981 pracowała na macierzystej uczelni, od 2004 na stanowisku profesora nadzwyczajnego, w latach 2003–2016 pełniła funkcję Kierownika Pracowni Rysunku na Wydziale Malarstwa. Od 2009 jest członkiem Komisji Ministra Kultury i Dziedzictwa Narodowego ds. oceny szkół artystycznych.
W latach 1995–2005 prowadziła autorską galerię sztuki STS w Sopocie oraz współpracowała także z Sopockim Domem Aukcyjnym.
Jej prace znajdują się w polskich i europejskich zbiorach publicznych i prywatnych, m.in. w Muzeum Narodowym w Gdańsku, zbiorach Urzędu Marszałkowskiego w Gdańsku i Urzędu Miasta w Sopocie, a także w zbiorach polskich w Kanadzie, USA, Australii, Szwecji, Wielkiej Brytanii, Niemczech i Belgii.

## Odznaczenia
- Złoty Krzyż Zasługi (18 lipca 2000)[2]
- Brązowy Medal „Zasłużony Kulturze Gloria Artis” (5 grudnia 2019)[5]

## Nagrody i wyróżnienia
- Nagroda Specjalna Ministra Kultury i Sztuki za szczególne osiągnięcia w czasie studiów (1980)
- wyróżnienie na V Biennale Sztuki Gdańskiej w BWA w Sopocie (1983)
- nagroda w konkursie Papier ’86 w Gdańsku (1986)
- nagroda na I Triennale Sztuki Gdańskiej w BWA w Sopocie (1990)
- Nagroda Artystyczna Gdańskiego Towarzystwa Przyjaciół Sztuki za wystawę „Nowa Oficyna” (2001)
- „Muza Sopocka”, doroczna nagroda artystyczna w dziedzinie kultury i sztuki (2005)
- Nagroda Prezydenta Miasta Gdańska w Dziedzinie Kultury za całokształt pracy twórczej (2019)[6]

Źródło:.